# Lithoxus
Lithoxus (Літоксус) — рід риб триби Ancistrini з підродини Hypostominae родини Лорікарієві ряду сомоподібні. Має 8 видів. Наукова назва походить від грецьких слів lithos, тобто каміння, та oxys — «гостре», «різке».

## Опис
Загальна довжина представників цього роду коливається від 3,8 до 8,6 см. Голова й тулуб сильно сплощені, є найбільш сплощеними представниками свого ряду. Очі невеличкі або середнього розміру. Губи округлі. Нижня губа велика, перевищує верхню. Тулуб вкрито дрібними пластинками, окрім черева. Шлунок збільшений, тонкостінний, виходить на спині. Кишечник має менше кілець ніж інші Лорікарієві. Спинний плавець подовжений. Жировий плавець маленький. Грудні плавці довгі, майже трикутні. На передньому краї шипа грудних плавців у самців присутні довгі одонтоди (шкіряні зубчики). У самців черево більш широке й витягнуте донизу. Черевні плавці широкі. Анальний плавець витягнутий, проте не сильно, з доволі короткою основою. Хвостовий плавець трохи роздвоєно.
Забарвлення темно сіре або сіро-коричневе зі декількома світлими плямами. Черево має білий або кремовий колір.

## Спосіб життя
Це демерсальні риби. Зустрічаються в лісових струмках з чистою, прозорою водою і швидкою течією з каскадами. Тримаються кам'янистого або піщаного дна, яке майже позбавлене рослинності. Вдень ховаються під камінням. Активні вночі та у присмерку. Завдяки будові шлунку здатні дихати повітрям. Живляться синьо-зеленими і діатомовими водоростями, а також личинками комах.
Самиця відкладається невелику кількість ікри, про яку піклується самець.

## Розповсюдження
Мешкають у басейнах річок Ріо-Негро, Ояпок, Мароні, Манана, Иренг, Суринам, Такуту, Уатама, Вентура (в межах Французької Гвіани, Суринаму і Бразилії).

## Види
- Lithoxus boujardi
- Lithoxus bovallii
- Lithoxus jantjae
- Lithoxus lithoides
- Lithoxus pallidimaculatus
- Lithoxus planquettei
- Lithoxus stocki
- Lithoxus surinamensis